# تيد أوسوليفان
تيد أوسوليفان (بالإنجليزية: Ted O'Sullivan)‏ هو لاعب قذف أيرلندي، ولد في 1920 في Midleton ‏ في جمهورية أيرلندا.